# 动态随机存储器
（, DRAM），是一种半导体存储器，通常被用作主存储器，用於存儲運行中的程式和數據。在DRAM中，每個記憶單元由一個電容和一個電晶體組成，主要的作用原理是利用電容內儲存電荷的多寡來代表一個二进制位元（bit）是1還是0。與大部分的隨機存取記憶體（RAM）一樣，存在DRAM中的資料會在電力切斷以後很快消失，因此它屬於一種揮發性記憶體（volatile memory）設備。
由於電晶體會有漏電流的現象，導致電容上所儲存的電荷數量並不足以正確的判別数据，进而導致数据毀損。因此對於DRAM來說，周期性地充電是一個不可避免的条件。由於這種需要定時刷新的特性，因此被稱為「動態」記憶體。相對來說，靜態記憶體（SRAM）只要存入数据後，即使不刷新也不會遺失記憶。
DRAM與靜態隨機存取記憶體（Static random-access memory，SRAM）相比，具有更高的密度和較低的成本，因為其每一個位元的資料都只需一個電容跟一個電晶體來處理，而SRAM上一個位元通常需要六個電晶體。正因這緣故，DRAM擁有非常高的密度，單位體積的容量較高，成本也較低。但相反的，DRAM也有存取速度较慢，耗电量较大的缺點。为了进一步提高速度，人们开发了同步（synchronous）DRAM或SDRAM，操作与外部时钟同步，以实现高速运行。如今，DRAM一般都指SDRAM。
由於動態隨機存取記憶體具有較高的密度和較低的成本，因此它被廣泛應用於個人電腦、伺服器、智能手機和其他計算機系統中。但是，由於其刷新操作和其他諸多因素，動態隨機存取記憶體的性能和可靠性有時會受到影響。因此，在設計和實現計算機系統時，需要考慮適當的記憶體架構和控制策略，以確保高效的運行和穩定性。
動態隨機存取記憶體通常被組織成一系列的記憶體芯片，這些芯片可以通過總線或其他互連技術進行連接。每個記憶體芯片可以包含數百萬到幾十億個記憶單元。由於DRAM存儲器需要刷新操作，因此通常需要使用一些控制電路，例如記憶體控制器或記憶體介面控制器，以管理存儲器操作，如讀取、寫入、刷新等。

## 工作原理

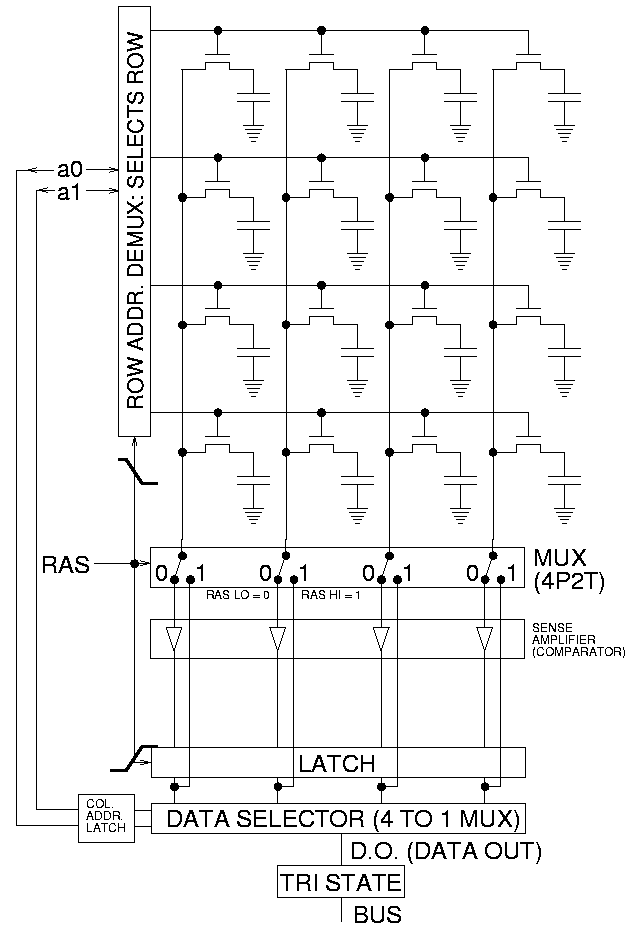
DRAM读操作举例，在简单的4x4矩阵上

DRAM通常以一个电容和一个電晶體为一个单元排成二维矩阵，左图所示是一个4×4的矩阵。基本的操作機制分為讀(Read)和寫(Write)，讀的時候先讓Bitline(BL)先充電到操作電壓的一半，然後再把電晶體打開讓BL和電容產生電荷共享的現象，若內部儲存的值為1，則BL的電壓會被電荷共享抬高到高於操作電壓的一半，反之，若內部儲存的值為0，則會把BL的電壓拉低到低於操作電壓的一半，得到了BL的電壓後，再經過放大器來判別出內部的值為0和1。寫的時候會把電晶體打開，若要寫1時則把BL電壓抬高到操作電壓使電容上儲存著操作電壓，若要寫0時則把BL降低到0伏特使電容內部沒有電荷。